# فرودگاه‌ای جی ایسنبرگ
فرودگاه‌ای جی ایسنبرگ (به انگلیسی: A.J. Eisenberg Airport) یک فرودگاه همگانی بهره‌برداری هوایی با کد یاتا ODW است که یک باند فرود آسفالت دارد و طول باند آن ۹۹۵ متر است. این فرودگاه در کشور ایالات متحده آمریکا قرار دارد و در ارتفاع ۵۹ متری از سطح دریا واقع شده‌است.